# Ruși-Ciutea, Bacău
Ruși-Ciutea este un sat în comuna Letea Veche din județul Bacău, Moldova, România.